# Optus-X
Optus-X est un satellite de communication lancé le 18 octobre 2023 à bord d'une fusée Falcon 9 depuis le Kennedy Space Center. Construit par Northrop Grumman sur la plateforme GeoStar-3, ce satellite est destiné à renforcer les capacités de communication sécurisées du Département de la Défense australien. Bien que sa mission exacte demeure entourée de confidentialité, notamment concernant la charge utile et les fonctionnalités spécifiques du satellite, son rôle dans les systèmes de communication militaire (MILSATCOM) est essentiel. Ce lancement s'inscrit dans une collaboration entre Optus, SpaceX et d'autres partenaires industriels tels qu'Intelsat.

## L'entreprise Optus
Optus, fondée en 1981 sous le nom d'AUSSAT, est la deuxième plus grande société de télécommunications en Australie et une filiale du groupe Singtel de Singapour. Elle propose des services variés tels que la téléphonie mobile, l'accès à Internet, la télévision par câble et la transmission de données. Optus couvre 98,5 % de la population australienne avec son réseau mobile et prévoit de couvrir l'ensemble du pays d'ici 2025 grâce à un partenariat avec SpaceX. L'entreprise gère également un réseau de satellites pour la télévision, les télécommunications et la communication gouvernementale en Australie et en Nouvelle-Zélande, avec plusieurs satellites géostationnaires actifs, dont l'Optus B3 et C1, et fournit un accès à Internet haut débit dans les régions rurales via les satellites Sky Muster, en partenariat avec NBN Co..

## Lancement  du Satellite Optus-X
Optus a procédé au lancement du satellite militaire Optus-X le 18 octobre 2023 à bord d’une fusée Falcon 9 lors de la mission TD7 depuis le Kennedy Space Center. Construit sur la plateforme GeoStar-3 par Northrop Grumman, ce satellite est destiné à améliorer les capacités de communication sécurisées du Département de la Défense australien. Ce lancement contribue au développement de l’infrastructure de communications militaires (MILSATCOM) de l’Australie et au positionnement d’Optus dans le secteur des télécommunications spatiales. SpaceX n'a pas révélé d'informations détaillées sur la nature exacte de la charge utile (le satellite).

## Historique: Chronologie des événements liés au satellite Optus-X
- 2022

- Annonce de contrat : Northrop Grumman et SpaceLogistics annoncent un contrat pour un Mission Robotic Vehicle (MRV) en collaboration avec Optus Networks Party Limited.
- 2024

- 28 octobre : La FCC accorde une autorisation temporaire spéciale (STA) à Intelsat pour utiliser une antenne Ka-band pour les phases de lancement et d'orbite précoce (LEOP) du satellite Optus-X.
- 17 novembre :
15h56 : SpaceX met à jour l’heure de lancement prévue pour la mission TD7.
16h08 : Nouveau report de l'heure de lancement par SpaceX.
17h28 : Lancement réussi de la fusée Falcon 9 depuis le complexe de lancement 39A au Kennedy Space Center, avec le satellite Optus-X à bord.
18h04 : Atterrissage réussi du premier étage du Falcon 9 sur le droneship "A Shortfall of Gravitas".
- Records : SpaceX égale le jour de ce lancement le nombre total de lancements de navettes spatiales[Quoi ?] depuis le LC-39A avec 82 missions Falcon 9.
- 26 novembre : Prévision : fin de l'autorisation temporaire spéciale de la FCC pour l'utilisation des antennes Intelsat.

## Caractéristiques techniques du satellite Optus-X
| Caractéristique         | Détail |
| ----------------------- | --- |
| Nation                  | Australie |
| Type / Application      | Communication |
| Opérateur               | Optus |
| Constructeurs           | Northrop Grumman Innovation Systems (NGIS) |
| Plateforme supposée     | GeoStar-3 Bus |
| Propulsion              | Non spécifiée |
| Énergie                 | - 2 panneaux solaires déployables - Batteries |
| Durée de vie            | Non spécifiée |
| Masse                   | Non spécifiée |
| Orbites                 | Géostationnaire (GEO) |
| Position orbitale       | 87.75° Est |
| Charge utile supposée   | Potentiellement X-band pour des applications militaires (non confirmé)                                                                                 |
| Historique de lancement | - Date : 17 novembre 2024 - COSPAR ID : 2024-212A - Site de lancement : Kennedy Space Center, LC-39A - Véhicule de lancement : Falcon-9 v1.2 (Block 5) |

### Observations complémentaires
Le satellite est supposé servir les intérêts militaires australiens, mais peu d'informations sont rendues publiques en raison de son caractère confidentiel.